# 管笛鼓乐队

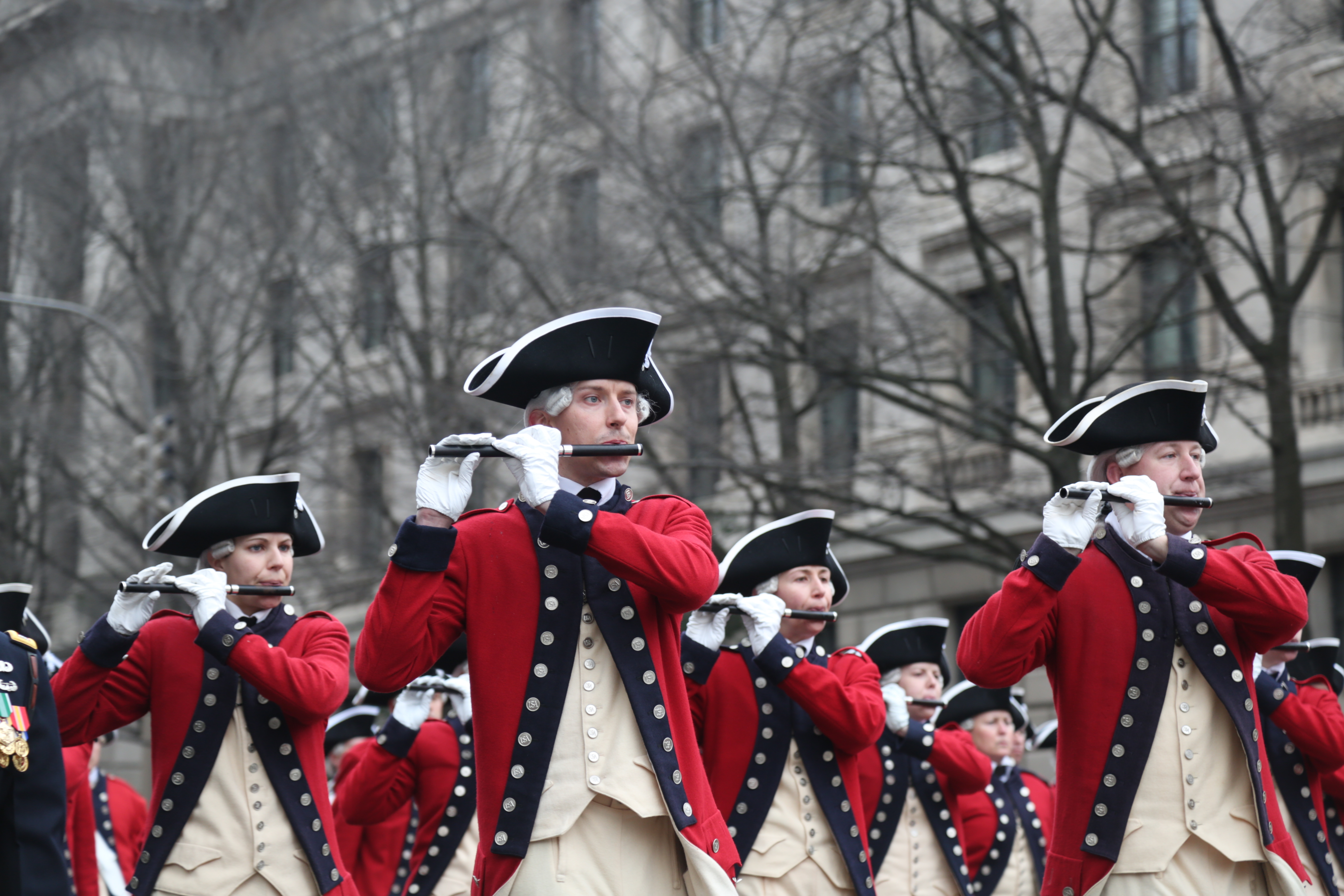
老卫队管笛鼓乐队

管笛鼓乐队（英語：fife and drum corps）是一支由管笛和鼓的演奏者所组成的乐队。在美国，专门使用管笛、绳张力小鼓和绳张力大鼓来演奏殖民时期风格的横笛和鼓乐队被称为“古代管笛鼓乐队”（英語：Ancient Fife and Drum Corps）。许多这样的乐团都起源于某种军事野战音乐。